# Championnat d'Équateur de football 1962
Navigation
Saison précédente Saison suivante
La saison 1962 du Championnat d'Équateur de football est la 4e édition du championnat de première division en Équateur. Les quatre meilleurs clubs du championnat Guayaquil ainsi que les quatre meilleures formations du championnat Interandinos se retrouvent au sein d'une poule unique où ils affrontent deux fois au cours de la saison, à domicile et à l'extérieur, les clubs issus de l'autre championnat que le leur.
C'est le Club Deportivo Everest qui remporte la compétition après avoir tenu en échec le Barcelona Sporting Club lors de la finale pour le titre, les deux clubs ayant terminé à égalité en tête du classement (Everest est déclaré champion car ayant une meilleure différence de buts que son adversaire à l'issue de la phase régulière). Le tenant du titre, le Club Sport Emelec, complète le podium à un seul point du duo de tête. C'est le tout premier titre de champion de l'histoire du club.

## Les clubs participants
| - Guayaquil : - Club Sport Emelec - Champion - Barcelona Sporting Club - Vice-champion - Club Deportivo Everest - Club 9 de Octubre | - Interandinos : - Sociedad Deportiva Aucas - Champion - América de Quito - Vice-champion - LDU Quito - Sociedad Deportiva España |

## Compétition

### Classement
Le barème utilisé pour établir le classement est le suivant :
- Victoire : 2 points
- Match nul : 1 point
- Défaite : 0 point

| Rang | Équipe                    | Pts | J | G | N | P | Bp | Bc | Diff |
| ---- | ------------------------- | --- | - | - | - | - | -- | -- | ---- |
| 1    | Club Deportivo Everest    | 14  | 8 | 6 | 2 | 0 | 19 | 5  | +14  |
| 2    | Barcelona Sporting Club   | 14  | 8 | 6 | 2 | 0 | 20 | 7  | +13  |
| 3    | Club Sport Emelec T       | 13  | 8 | 6 | 1 | 1 | 21 | 11 | +10  |
| 4    | Club 9 de Octubre         | 11  | 8 | 5 | 1 | 2 | 14 | 8  | +6   |
| 5    | Sociedad Deportiva España | 4   | 8 | 1 | 2 | 5 | 12 | 23 | -11  |
| 6    | LDU Quito                 | 3   | 8 | 1 | 1 | 6 | 7  | 14 | -7   |
| 7    | América de Quito          | 3   | 8 | 1 | 1 | 6 | 8  | 18 | -10  |
| 8    | Sociedad Deportiva Aucas  | 2   | 8 | 0 | 2 | 6 | 4  | 19 | -15  |

|  | Participation à la finale pour le titre |
|  | T : Tenant du titre                     |

### Matchs
| Résultats (▼dom., ►ext.)  | 9OC | BAR | EME | EVE | AMQ | AUC | ESP | LDQ |
| Club 9 de Octubre         |     |     |     |     | 1-0 | 2-1 | 6-1 | 1-0 |
| Barcelona Sporting Club   |     |     |     |     | 2-1 | 6-0 | 1-1 | 4-2 |
| Club Sport Emelec         |     |     |     |     | 3-1 | 4-1 | 4-1 | 2-1 |
| Club Deportivo Everest    |     |     |     |     | 3-0 | 3-0 | 3-2 | 3-0 |
| América de Quito          | 2-1 | 2-2 | 1-2 | 1-4 |     |     |     |     |
| Sociedad Deportiva Aucas  | 0-1 | 1-2 | 1-1 | 0-0 |     |     |     |     |
| Sociedad Deportiva España | 1-1 | 0-2 | 4-3 | 2-3 |     |     |     |     |
| LDU Quito                 | 3-1 | 0-1 | 1-2 | 0-0 |     |     |     |     |

#### Match pour le titre
| Équipe 1               | Résultat | Équipe 2                |
| ---------------------- | -------- | ----------------------- |
| Club Deportivo Everest | 1 - 1    | Barcelona Sporting Club |

- Le Club Deportivo Everest est déclaré champion à l'issue du match nul car il a terminé la phase régulière avec une meilleure différence de buts.

## Bilan de la saison
| Championnat d'Équateur de football 1962 |                                    |
| Champion                                | Club Deportivo Everest (1er titre) |
| Qualifications continentales            |                                    |
| Copa Libertadores 1963                  | Club Deportivo Everest             |
| Promotions et relégations               |                                    |
| Promus en Primera División              | Aucun                              |
| Relégués en Segunda División            | Aucun                              |